# 夏目影二郎始末旅
『夏目影二郎始末旅』（なつめえいじろうしまつたび）は、佐伯泰英による日本の時代小説。書き下ろしで刊行されているシリーズで、当初は日文文庫から刊行されていたが、後に光文社文庫より刊行。2009年10月より、新装版が刊行される。

## 概要
本シリーズは、「あさり河岸の鬼」の異名を持つ主人公・夏目影二郎が、幕府の重職に就く父・常磐秀信の命で日本中を旅するというものである。時代は天保年間。天保の大飢饉により農村は荒廃し、治安は悪化。一揆や打ち壊しが頻発する中、幕府は開国を迫る諸外国からの対応に苦慮し、アヘン戦争での清国の敗北の報に接して危機感を募らせていた。幕府の屋台骨がぐらつく世の中に、腐敗した役人や諸国に巣食う悪人を鏡心明智流の達人である影二郎が、密偵仲間である菱沼喜十郎やおこまと共に退治していくのである。また、国定忠治や遠山金四郎、鳥居耀蔵といった実在の人物がレギュラーとして登場するのもこのシリーズの特色で、他にも二宮尊徳、佐久間象山、七代目市川団十郎など多彩な人物が描かれている。
2009年10月に14巻『奨金狩り』を刊行してからシリーズが中断しているのは、同じく光文社から刊行している『吉原裏同心』と同時進行ではそれぞれのシリーズが年1冊のペースとなり間があいてしまうことと、物語が進行していくに連れて主人公の影二郎以上に存在感のあるキャラクターとなった国定忠治が史実どおりにいけば最期を迎えることになってしまうので中断を余儀なくされたため。

## あらすじ
天保7年（1836年）、恋人の萌を騙し、死に追いやった聖天の仏七を殺した罪で遠島の沙汰が下った夏目影二郎。その彼を牢から救い出したのは、勘定奉行となった父・常磐秀信だった。秀信は、勘定奉行としての仕事の手始めに腐敗した八州廻り達の始末を影二郎に委ねた。鏡心明智流の剣の腕を振るい、腐敗した役人達や悪党を討つ影二郎の旅が始まった。
国定忠治をはじめ、浅草弾左衛門や遠山景元などの、江戸や旅先で出会った人々の助けを得ながら父の秘命を果たす影二郎は、北は陸奥国の恐山から西は肥前国長崎まで、日本全国を縦断して活躍する。しかし、天保の改革の失敗により老中・水野忠邦は失脚し、勘定奉行から大目付に出世していた秀信も幕閣から退いたことで、影二郎の御用旅は終わりを告げた。
そして7年後。萌の妹・若菜との間に2人の子供も産まれ、平穏な暮らしをしていた影二郎のもとに、国定忠治が倒れたという知らせがもたらされた。忠治の最期を見届けるため、影二郎は最後の旅に出ることを決意する。

## 主要登場人物
夏目 影二郎（なつめ えいじろう）
本作の主人公。本名・瑛二郎。旗本・常磐秀信と浅草の料理茶屋『嵐山』の一人娘みつの間に生まれた。夏目は父の旧姓。母の死後、常磐家に引き取られるが、継母や異母兄との折り合いが悪く、家を出て『嵐山』で暮らす。放蕩無頼の生活を送っていたが、夫婦の契りをかわした萌が聖天の仏七に騙されて自害したことを知り、仏七を殺し、その咎で遠島刑を言い渡される。しかし、勘定奉行となった秀信により救い出され、以後父の仕事を助けるため、日本国中を旅して回ることになる。8歳の時から桃井道場で鏡心明智流の剣を学び、「位の桃井に鬼がいる」と恐れられるほどの腕になる。文化9年（1812年）生まれ。
常磐豊後守秀信（ときわぶんごのかみ ひでのぶ）
影二郎の父。旗本の常磐家3200石の婿養子で、妻の鈴女に頭が上がらない。『嵐山』の娘みつとの間に一子・影二郎をもうける。牢より救い出した影二郎に影の御用を勤めさせることで勘定奉行公事方・勘定奉行勝手方・大目付・大目付筆頭と出世していく。
若菜（わかな）
影二郎の恋人。萌の妹で川越浪人・赤間乗克の娘。入牢した影二郎を救うため、秀信に嘆願した。後に『嵐山』に引き取られ、店の切り盛りを任されるようになる。
あか
影二郎の愛犬。毛並みは茶色。利根川の河原に捨てられていたところを、八州廻り成敗の旅に出たばかりの影二郎に拾われ育てられた。以後、彼の傍らにあって、その御用を何度も助けてきた。
萌（もえ）
影二郎の婚約者。故人。吉原の遊女であった。影二郎と夫婦になる約束をかわしたが、十手持ちと香具師の元締めの二足の草鞋を履く聖天の仏七に騙されて身請けされ、それを悲観して簪で喉を突いて自害した。
菱沼 喜十郎（ひしぬま きじゅうろう）
秀信配下の監察方（密偵）。道雪流弓術の達人。秀信の命を受け、影二郎と共に何度も御用旅に出る。神田川右岸浅草御門近くの郡代屋敷の役宅に住む。
おこま
喜十郎の娘。父と同じ監察方で、影二郎の御用旅に随行する。旅先では、水芸人や四竹節芸人に身をやつす。小太刀の遣い手で、亜米利加の古留止社製短筒の名手。芸に使う四竹は飛び道具にもなる。
小才次（こさいじ）
秀信の密偵。元は常磐家の中間。馬廻り方・伊太郎の次男で、母の実家に養子に出されていたが、父と兄が死んだため、代わって常磐家に仕える。
青砥 梅四郎（あおと うめしろう）
秀信配下の十里四方鉄砲御改。外他無双流（とだむそうりゅう）の遣い手。
国定忠治（くにさだ ちゅうじ）
関八州にその名を轟かす侠客の親分。影二郎とはお互いに助け合う信頼関係が出来ている。
蝮の幸助（まむしのこうすけ）
国定忠治の腹心。御用旅を続ける影二郎と忠治の繋ぎ役を務める。
牧野 兵庫（まきの ひょうご）
南町奉行所の定町廻り同心。喜十郎とは旧知の仲で、影二郎の探索の手助けをすることもあった。奉行の鳥居に睨まれ、定町廻り同心から定中役同心にされ、更には罷免されてしまうが、影二郎の推薦で北町奉行遠山の直属の同心となる。
浅草弾左衛門（あさくさ だんざえもん）
江戸の長吏頭。長吏や座頭、猿楽など29職を束ねる「闇幕府の将軍」。革製品全般の製造販売を一手に握り、闇の社会を牛耳る大物。無頼放蕩時代の影二郎と知り合う。影二郎を気に入り、闇社会に様々な便宜を図ることができる「江戸鳥越住人之許」の隠し文字が記された一文字笠を贈る。
吉兵衛（きちべえ）
弾左衛門の用人。
江川太郎左衛門英龍
伊豆韮山代官。秀信の屋敷の隣人で、影二郎とも旧知の仲。神道無念流の免許皆伝。
高島四郎太夫秋帆
江川英龍の砲術の師。鳥居耀蔵の謀略で、捕われの身となる。
水野忠邦
幕府老中。天保の改革の推進者。
鳥居耀蔵
シリーズを通しての敵役。当初は目付であったが、後に南町奉行となる。
遠山左衛門尉景元
遠山の金さんで知られる幕府旗本。勘定奉行から北町奉行となる。影二郎とは協力関係にある。
中山 誠一郎（なかやま せいいちろう）、関 畝四郎（せき うねしろう）
国定忠治を追う八州廻り。
みつ
影二郎の母。料理茶屋『嵐山』の一人娘で、常磐秀信の妾だった。影二郎が14歳の時に死亡。
添太郎（そえたろう）
影二郎の祖父。料理茶屋『嵐山』の主人。萌江の出生後、亡くなる。
いく
影二郎の祖母。添太郎と共に『嵐山』を経営。
瑛太郎（えいたろう）、萌江（もえ）
影二郎と若菜の子。
鈴女（すずじょ）
秀信の妻。家付きの娘で、婿養子の秀信は頭が上がらない。
紳之助（しんのすけ）
影二郎の異母兄で、秀信の長男。影二郎との仲は悪い。
紀代（きよ）
影二郎の異母妹で、秀信の長女。紳之助とは違い、影二郎には親愛の情を持っている。
田原 箕右衛門（たはら みのえもん）
常磐秀信の用人。秀信が常磐家へ婿入りする際に、夏目家から1人だけ伴った家臣。

## 用語解説
法城寺佐常（ほうじょうじすけつね）
影二郎の刀。南北朝の鍛冶・法城寺佐常作の大薙刀を、二尺五寸七分（約77センチ）のところで棟を磨いて先反りの豪剣に鍛え直したもので、鍔は京都の名工・埋忠明寿（うめただみょうじゅ）の鍛造。秀信から御用の助けとするようにと渡された。
唐かんざし（からかんざし）
影二郎の恋人であった萌の形見の珊瑚玉の飾り簪。両刃で、萌はこの簪で喉を突いて自害した。普段は影二郎の一文字笠の内側に差し込まれており、いざという時には手裏剣のように投げて飛び道具とする。
南蛮外衣（なんばんがいい）
影二郎が旅に出る際、常に身にまとっている合羽。表は黒羅紗で、裏地は猩々緋。裾に20匁の銀玉を2つ縫いこんである。立ち回りの際には、振り回して銀玉で相手を打ち据えたり、武器を絡め取ったりするのに使う。
一文字笠（いちもんじがさ）
長吏頭・浅草弾左衛門から贈られた、渋を塗り重ねた笠。「江戸鳥越住人之許（えどとりごえのじゅうにんこれをゆるす）」を意味する梵字が隠し文字で記されており、これを見せれば全国各地の町外れの河原などにある「善根宿（ぜんこんやど）」「流れ宿（ぐれやど）」を利用でき、闇社会の住人達の力を借りることもできる。
粟田口国安
影二郎の脇差。刃渡り1尺6寸。
古留止社製輪胴式連発短筒（こるとしゃせいりんどうしきれんぱつたんづつ）
アメリカのコルト社製の連発式リボルバー拳銃。元は短筒（つつもたせ）の礼五郎という男の持ち物だったが、彼の死後おこまが使用するようになった。
『嵐山』（らんざん）
浅草寺門前西仲町の料理茶屋。影二郎の祖父母が経営している。天保の改革の奢侈禁止令により商い停止となった後は、廉価な蕎麦餅や鰯のつみれ汁を提供する『十文甘味あらし山』として再開店する。店の名の由来は、添太郎の先祖が武州比企郡嵐山生まれであるため。
市兵衛長屋（いちべえながや）
浅草三好町の長屋。影二郎の江戸での住まいで、あかと共に暮らしている。

## 作品リスト
- 日文文庫版

1. 八州狩り 夏目影二郎赦免旅 （2000年4月 ISBN 4-537-08093-0）
2. 代官狩り 夏目影二郎危難旅 （2000年9月 ISBN 4-537-08104-X）

- 光文社文庫版

1. 八州狩り （2003年11月12日 ISBN 4-334-76633-1）
2. 代官狩り （2004年4月14日 ISBN 4-334-73668-8）
3. 破牢狩り （2001年5月 ISBN 4-334-73156-2）
4. 妖怪狩り （2001年11月 ISBN 4-334-73234-8）
5. 百鬼狩り （2002年5月 ISBN 4-334-73322-0）
6. 下忍狩り （2002年11月 ISBN 4-334-73402-2）
7. 五家狩り （2003年6月 ISBN 4-334-73506-1）
8. 鉄砲狩り （2004年10月 ISBN 4-334-73772-2）
9. 奸臣狩り （2005年5月 ISBN 4-334-73884-2）
10. 役者狩り （2006年1月 ISBN 4-334-73997-0)
11. 秋帆狩り （2006年10月 ISBN 4-334-74144-4）
12. 鵺女狩り （2007年10月 ISBN 978-4-334-74330-7）
13. 忠治狩り （2008年7月 ISBN 978-4-334-74455-7）
14. 奨金狩り （2009年10月 ISBN 978-4-334-74667-4）
15. 神君狩り （2014年10月9日発売 ISBN 978-4-334-76810-2） - 最終巻、佐伯泰英の時代小説作品の通算200冊目

- 夏目影二郎「狩り」読本 「位の桃井に鬼が棲む」収録 （2009年10月 ISBN 978-4-334-74666-7）